# 集線器

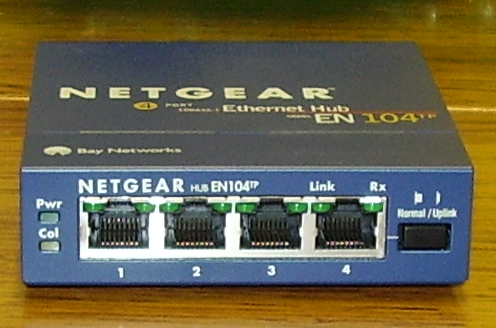
4口以太网集线器

集線器（Ethernet hub）是指將多條以太网雙絞線或光纖集合連接在同一段物理介质下的裝置。集線器是運作在OSI模型中的實體層，可以让其连结的设备工作在同一网段。集线器上有多个I/O端口，信号从任意一个端口进入后，会从其他端口出现。中继器（Repeater hub）也会参与冲突检测（collision detection），在检测到冲突时向所有端口转发拥塞信号。除了标准的8P8C（“RJ45”）水晶头，一些集线器也支持BNC或AUI（附加单元接口）來連接傳統10BASE2或10BASE5網路。

由於集線器會把收到的任何數位訊號，經過再生或放大，再從集線器的所有埠送出，這會造成訊號之間碰撞的機會很大，而且訊號也可能被竊聽，並且這代表所有連到集線器的裝置，都是屬於同一個碰撞網域以及廣播網域，因此大部份集線器已被交换机取代。

## 技术信息

#### 物理层功能
集线器相比于交换机更为简单，它可以被视作有多个端口的中继器，从一个端口接受比特位（或符号），再从其他端口送出。它对物理层数据包有所感知，可以检测到其开始、挂起及冲突。在检测到冲突时会发送拥塞信号以传播这一事件。集线器不能对经过它的网络流量做更进一步地检查与管理：任何进入的数据包都会被广播到其他端口。集线器/中继器无法储存数据——数据包必须在接收时被发送，一旦发生冲突，就会丢包（发送端应当能够侦测到，并重新发送）。基于此，集线器只能以半雙工模式工作。因此，由于冲突域更广，相比于使用更复杂的网络设备，使用集线器的数据网络更容易出现数据包冲突。

## 集線器的種類
- 被動型集線器（Passive Hub），集線器不需連接電源，因此網路訊號隨距離衰減，只適用於短距離的網路連接。
- 主動型集線器（Active Hub），集線器需連接電源，可加強訊號強度（整波放大）。
- 除此之外，有的集線器可能具有Up Link的插孔，可串接成樹狀區域網路。